# Seznam českých hudebních skupin
Tento abecedně řazený seznam obsahuje základní informace o některých významných českých hudebních skupinách, a to bez ohledu na to, zda pro danou skupinu existuje samostatný článek či nikoliv.

## Seznam
| Název                              | Žánr                                 | Doba působení                   | Místo                |
| ---------------------------------- | ------------------------------------ | ------------------------------- | -------------------- |
| −123 min.                          | funk                                 | 1997–2009                       |                      |
| 0609                               | rock, pop                            | 1999–současnost                 | Aš                   |
| 100°C                              | funk                                 | 1996–současnost                 | Mariánské Lázně      |
| 1stChoice                          | punk, grunge                         | 2001–současnost                 | Praha                |
| 4TET                               | a cappella                           | 2002–současnost                 | Praha                |
| 58G                                | rap                                  |                                 | Jihlava              |
| A Banquet                          | indie-rock, electro                  | 2009–2014                       | Praha                |
| Abraxas                            | nová vlna, Reggae                    | 1976–současnost                 | Praha                |
| Aghiatrias                         | dark ambient                         | 1999–současnost                 | Praha                |
| AG Flek                            | folkrock                             | 1983–současnost                 | Zlín                 |
| Ahmed má hlad                      | alternativní rock                    | 1997–současnost                 | Praha                |
| Alia Tempora                       | metal                                | 2012–současnost                 | Brno                 |
| Alice                              | rock                                 | 1990–1997                       | Plzeň                |
| Alkehol                            | rock                                 | 1991–současnost                 |                      |
| Android Asteroid                   | rap, downtempo, jazz, funk           | 2012–současnost                 | Praha                |
| Apple Juice                        | punk rock                            | 1999–současnost                 | Praha                |
| Arakain                            | thrash metal                         | 1982–současnost                 | Praha                |
| Argema                             | pop rock                             | 1982–současnost                 | Uherské Hradiště     |
| Asonance                           | folk                                 | 1976–současnost                 | Praha                |
| ASPM                               | blues                                | 1984–současnost                 | Praha                |
| The Atavists                       | surf/stoner rock                     | 2014–současnost                 | Hradec Králové       |
| Atomová Mihule                     | Alternative                          | 1976–současnost                 | Žďár nad Sázavou     |
| Babalet                            | reggae                               | 1984–2004, 2012–současnost      |                      |
| Banana                             | alternativní rock                    | 2002–2009, 2014–současnost      | Ostrava              |
| BBP                                | underground                          | 1982–současnost                 | Praha                |
| The Beatles Revival                | revival, rock                        | 1992–současnost                 | Kladno               |
| Bengas                             | world music                          | 2001–současnost                 |                      |
| Bert and Friends                   | space pop                            | 2016–současnost                 |                      |
| Betula Pendula                     | alternativní rock                    | 1986–2000                       | Valašské Meziříčí    |
| Blue Effect                        | rhythm and blues, art rock           | 1968–2016                       | Praha                |
| Bluesberry                         | blues                                | 1971–současnost                 | Praha                |
| Bluesquare                         | blues, blues rock                    | 2007–současnost                 | Fulnek               |
| Bokomara                           | folk                                 | 1985–současnost                 | Brno                 |
| Botox                              | Pop-rock                             | 2018–současnost                 | Praha                |
| Bossanova                          | Pop-rock                             | 1983–1989                       | Praha                |
| Braník                             | Oi!                                  | 1989–1992                       | Praha                |
| Bratři Ebenové                     | folk, rock, jazz                     | 1979–současnost                 | Praha                |
| Bratři v triku                     | akustický rock                       | 1999–současnost                 | Brno                 |
| Brutus                             | big beat                             | 1966–současnost                 | Rakovník             |
| Burma Jones                        | pop                                  | 1990–současnost                 | Plzeň                |
| BSP                                | rock                                 | 1992–2006, 2011–současnost      |                      |
| Buty                               | folkrock                             | 1986–současnost                 | Ostrava              |
| Citron                             | heavy metal                          | 1976–současnost                 | Ostrava              |
| Civilní Obrana                     | rock, pop, punk-rock                 | 2005–současnost                 | Čáslav               |
| Clou                               | punk, rock                           | 2001–2014                       | Praha                |
| C&K Vocal                          | vokální skupina, rock                | 1969–současnost                 | Praha                |
| Cocotte Minute                     | nu metal                             | 2002–současnost                 |                      |
| Colorfactory                       | kytarový pop                         | 1990–2002                       |                      |
| Cop                                | bluegrass                            | 1978–současnost                 | Plzeň                |
| The Cornflakes[zdroj?]             | rock                                 | 2008–současnost                 | Frýdek-Místek        |
| Čechomor                           | folkrock                             | 1988–současnost                 | Praha                |
| České srdce                        | rock                                 | 1989–současnost                 |                      |
| Dark Gamballe                      | thrash metal, death metal            | 1990–současnost                 | Vyškov               |
| Dead Daniels                       | hard rock, heavy metal               | 2009–současnost                 | Praha                |
| Deaf Heart                         | indie rock, pop                      | 2018–současnost                 | Praha                |
| Debustrol                          | thrash metal                         | 1986–1988, 1990–současnost      | Mladá Boleslav       |
| Der Marabu                         | post-punk, alternativní hudba        | 1986–1996                       | Praha                |
| Devítka                            | folk                                 | 1992–současnost                 | Praha                |
| Děda Mládek Illegal Band           | country rock                         | 1998–současnost                 | Plzeň                |
| DG 307                             | underground, rock                    | 1973–současnost                 | Praha                |
| Die el. Eleffant!?                 | hard rock, heavy metal               | 1994                            | Praha                |
| Distant Bells                      | art rock, progresivní rock           | 2003–současnost                 | Brno                 |
| Divokej Bill                       | folk rock                            | 1998–současnost                 | Úvaly                |
| Doga                               | hard rock                            | 1989–současnost                 | Karviná              |
| Donald                             |                                      | 1963-1967                       | Praha                |
| Doninie Darko                      | progresivní rock                     | 2013–současnost                 | Plzeň                |
| Druhá tráva                        | bluegrass                            | 1991–současnost                 | Brno                 |
| Dukla                              |                                      | 2018–současnost                 | Praha                |
| DVA                                | alternativní hudba                   | 2006–současnost                 |                      |
| Dymytry                            | psy-core, metalcore                  | 2004–současnost                 | Praha                |
| E                                  | alternativní rock                    | 1984–1997                       | Brno                 |
| E!E                                | punk                                 | 1987–současnost                 | Příbram              |
| Ecstasy of Saint Theresa           | alternativní rock                    | 1990–současnost                 | Praha                |
| Eggnoise                           | indie                                | 1994–současnost                 |                      |
| Echt!                              | rock                                 | 1988–současnost                 |                      |
| Energit                            | big beat                             | 1973–1980, 2006–2008, 2012–2021 |                      |
| Enola Gay                          | rock                                 | 2011–současnost                 | Mladá Boleslav       |
| Etc...                             | rock                                 | 1974–současnost                 | Praha                |
| Exorcizphobia                      | thrash metal                         | 2005–současnost                 | Trutnov              |
| Extra Band                         | rock, hard rock                      | 1983–1989, 1999–současnost      | Plzeň                |
| Extra Band revival                 | rock                                 | 1999–současnost                 | Plzeň                |
| Faraon                             |                                      | 1971–1978                       | Praha                |
| The Fellas                         | folk                                 | 2008–současnost                 | Karlovy Vary         |
| Fešáci                             | country                              | 1967–současnost                 | Ústí nad Labem       |
| Flamengo                           | rock                                 | 1966–1972                       | Praha                |
| Fleret                             | folkrock                             | 1983–současnost                 | Vizovice             |
| Framus Five                        | rock                                 | 1963–1990, 2000–současnost      | Praha                |
| Franc Alpa                         | cabaret punk                         | 2010–současnost                 | Zlín                 |
| Gaia Mesiah                        | rock                                 | 2001 –2011, 2016–současnost     | Praha                |
| Garage                             | underground                          | 1979–současnost                 | Praha                |
| Gender Question                    | punk rock                            | 2019–současnost                 | Třebíč               |
| Gentlemen's club                   | ska                                  | 2003–současnost                 | Hranice              |
| Golden Kids                        | pop                                  | 1968–1970                       | Praha                |
| Greedy Invalid                     | gothic rock                          | 1994–současnost                 | Příbor               |
| Greenhorns                         | bluegrass, country                   | 1965–současnost                 | Praha                |
| Hakka Muggies                      | folk metal                           | 2002–současnost                 |                      |
| Hand Grenade                       | metalcore                            | 2008–současnost                 | Mirovice, Praha      |
| Harlej                             | rock                                 | 1995–současnost                 | Praha, Most          |
| Helemese                           | šraml, šanson, bigbeat               | 2007–současnost                 |                      |
| HeWeR                              | rock                                 | 2003–současnost                 | Plzeň                |
| Hm...                              | alternativní rock                    | 1994–současnost                 |                      |
| Hoboes                             | folk, trampská hudba                 | 1965–1980                       | Kladno               |
| Holki                              |                                      | 1999–současnost                 |                      |
| Hop Trop                           | folk, trampská hudba                 | 1980–současnost                 | Kladno               |
| Hrdinové nové fronty               | punk                                 |                                 | Jihlava              |
| Hudba Praha                        | post punk                            | 1984–současnost                 | Praha                |
| Hypnotix                           | reggae                               | 1988–současnost                 | Praha                |
| Chaozz                             | hip hop                              | 1995–2002, 2017–současnost      |                      |
| Charlie Straight                   | indie-rock, britpop                  | 2006–2013                       | Třinec               |
| Cheers!                            | folk-punk                            | 2011–současnost                 | Plzeň                |
| Chinaski                           | Pop rock                             | 1987–současnost                 | Jičín                |
| Ida The Young                      |                                      | 2021–současnost                 | Plzeň                |
| Imodium                            | grunge, rock                         | 1999–současnost                 | Broumov              |
| Insania                            | crossover                            | 1987–současnost                 | Brno                 |
| Ingott                             | heavy metal                          | 1987–současnost                 | Karviná              |
| I.V.M.                             | pop, funk                            | 2014–současnost                 | Podivín              |
| Jablkoň                            | experimentální folk                  | 1977–současnost                 | Praha                |
| Jaksi Taksi                        | punk                                 | 1992–současnost                 |                      |
| Jamaron                            | rock                                 | 2013–současnost                 | Praha                |
| Jananas                            | folk                                 | 2005–2020                       |                      |
| J.A.R.                             | funk                                 | 1989–současnost                 |                      |
| Jasná Páka                         | punk                                 | 1981–současnost                 | Praha                |
| Javory                             | folklor, folk                        | 1974–současnost                 | Brno                 |
| Jelen                              | folk, rock, pop                      | 2012–současnost                 | Praha                |
| John Wolfhooker                    | rock                                 |                                 |                      |
| Kabát                              | rock, heavy metal                    | 1989–současnost                 | Teplice              |
| Kamelot                            | folk                                 | 1982–současnost                 | Brno                 |
| Katapult                           | Rock 'n' roll, blues                 | 1975–současnost                 | Plzeň                |
| Keks                               | hard rock                            | 1981–současnost                 | Vlaším               |
| Kern                               | heavy metal                          | 1981–1995, 2003–současnost      | Brno                 |
| KOFE-IN                            | alternativní rock                    | 2006–současnost                 | Opava                |
| Koa                                | folk                                 | 1998–2010                       | Praha                |
| Koblížci                           | pop - punk                           | 2007–současnost                 | Šumperk              |
| Koistinen                          | art rock                             | 2006–současnost                 | Brno                 |
| Komunál                            | rock, metal                          | 1992–současnost                 | Chlumec nad Cidlinou |
| Koňaboj                            | folk-rock, world music               | 2002–současnost                 | Vyškov               |
| Kouř                               | blues rock                           |                                 | Praha                |
| Krausberry                         | blues                                | 1984–1991, 1996–současnost      | Praha                |
| Kreyson                            | heavy metal                          | 1989–?                          |                      |
| Krleš                              | heavy metal                          | 1990–současnost                 |                      |
| Krucipüsk                          | Metal                                | 1991–současnost                 | Liberec              |
| Kryštof                            | pop                                  | 1994–současnost                 | Havířov              |
| Krystalky                          | pop                                  | 1962–1966                       | Praha                |
| Lake Malawi                        | indie, brit pop                      | 2013–současnost                 | Třinec               |
| Lammoth                            | speed metal                          | 2002–současnost                 |                      |
| Laura a její tygři                 | funk                                 | 1985–současnost                 | Most                 |
| Limetall                           | hard rock, heavy metal               | 2015–současnost                 | Ostrava              |
| Lucie                              | pop rock                             | 1985–2004, 2012–současnost      | Praha                |
| Lunetic                            | pop                                  | 1995–2003, 2008–současnost      | Litvínov             |
| Malashnikow                        | rock                                 | 2007–současnost                 | Třebíč               |
| Mandrage                           | pop                                  | 2004–2019                       | Plzeň                |
| Manon Meurt                        | shoegaze                             | 2013–současnost                 | Rakovník             |
| Markýz John                        | pop rock                             | 1967–dosud                      |                      |
| Marsyas                            | folkrock                             | 1973–1988                       | Praha                |
| Master's Hammer                    | black metal                          | 1987–1995, 2009–současnost      | Praha                |
| The Matadors                       | rock                                 | 1965–1969                       |                      |
| Michael's Uncle                    | post punk                            | 1987–1995, 2004–2014            |                      |
| Mig 21                             | Pop                                  | 1998–současnost                 |                      |
| Midi lidi                          | elektronická hudba                   | 2006–současnost                 |                      |
| Miou Miou                          | indie pop                            | 2003–současnost                 | Pardubice            |
| Mirai                              | pop                                  | 2014–současnost                 | Frýdek-Místek        |
| Mňága a Žďorp                      | Alternativní rock                    | 1983–současnost                 | Valašské Meziříčí    |
| Monkey Business                    | funk                                 | 2000–současnost                 | Praha                |
| Moravanka Jana Slabáka             | dechová hudba                        | 1971–současnost                 |                      |
| Morčata na útěku                   | rock-metalová                        | 2004–současnost                 | Brno                 |
| Mydy Rabycad                       | electro pop, glamtronik              | 2012–současnost                 | Praha                |
| Nahoru po schodišti dolů band      | rock                                 | 1983–2005                       |                      |
| Narvan                             | crossover                            | 1994–2000, 2003–2007            | Brno                 |
| Našrot                             | hardcore–crossover                   | 1988–současnost                 | Havlíčkův Brod       |
| Navigators                         | R'n'B, soul, hip-hop, jazz a funk.   | 2003–2013                       |                      |
| Navzájem                           | folkrock                             | 1989–současnost                 |                      |
| Neočekávaný dýchánek               | World music                          | 1992–současnost                 | Praha                |
| Neřež                              | folk                                 | 1997–současnost                 |                      |
| Nežfaleš                           | punk rock                            | 2002–současnost                 | Praha                |
| Nevermore & Kosmonaut              | indie folk                           |                                 | Brno                 |
| New Kids Underground               | underground                          | 1995–současnost                 | Praha                |
| Nezmaři                            | folk                                 | 1978–současnost                 | České Budějovice     |
| Nightwork                          | pop                                  | 2005–2013                       | Praha                |
| Noisy Pots                         | DIY kitchen electro                  | 2015–současnost                 | Praha                |
| Nová Růže                          | rock                                 | 1988–1992                       | Praha                |
| November 2nd                       | pop rock                             | 1995–současnost                 | Hranice              |
| Nukleární Vokurky                  | funk                                 | 1995–2015                       |                      |
| N. V. Ú.                           | punk                                 | 1988–současnost                 |                      |
| Oceán                              | pop                                  | 1985–1992                       | České Budějovice     |
| Ohm Square                         | drum and bass                        | 1996–současnost                 | Praha                |
| OK Band                            | nová vlna                            | 1980–1989, 1999–2003, 2011–2013 | Praha                |
| Olympic                            | pop rock                             | 1963–současnost                 | Praha                |
| Orakei                             | rock                                 | 2015–současnost                 | Praha                |
| Orlík                              | Oi!                                  | 1988–1991                       | Praha                |
| Ortel                              | Rock                                 | 2002–současnost                 | Plzeň                |
| OTK                                | alternativní hudba                   | 1988–současnost                 | Praha                |
| Ondřej Soldán Trio[zdroj?]         | indie folk                           | 2014–současnost                 | Brno                 |
| O5&Radeček                         | pop                                  | 1994–současnost                 | Šumperk              |
| Pacifik                            | country, trampská hudba              | 1971–současnost                 | Praha                |
| Panika                             | nová vlna                            | 1986–1991, 1997–současnost      | Praha                |
| Pankix                             | indie pop                            | 2000–současnost                 | Praha                |
| Patrola Šlapeto                    | staropražské písničky                | 2001–současnost                 | Praha                |
| Paragraf 219                       | punk                                 | 2004–současnost                 | Praha                |
| Peneři strýčka Homeboye            | hip hop                              | 1993–současnost                 | Praha                |
| Pilot Season                       | rock                                 | 2015–2018                       |                      |
| Pio Squad                          | hip hop                              | 1998–2011                       | Jihlava              |
| The Plastic People of the Universe | underground, rock                    | 1968                            |                      |
| Plektrum                           | rock, beat                           | 1998                            | Cheb                 |
| Plexis                             | punk                                 | 1984–současnost                 | Praha                |
| Poutníci                           | bluegrass                            | 1970–současnost                 | Brno                 |
| Povodí Ohře                        | rock                                 | 2016–současnost                 | Plzeň, Cheb          |
| Požár mlýna                        | punk                                 | 1989–2003; 2013–2014            | Plzeň                |
| Prago Union                        | rap                                  | 2002–současnost                 | Praha                |
| Pražský výběr                      | rock                                 | 1976–současnost                 | Praha                |
| Precedens                          | pop rock                             | 1982–                           | Praha                |
| Priessnitz                         | guitar pop                           | 1989–současnost                 | Jeseník              |
| Prohrála v kartách                 | punk                                 |                                 |                      |
| The Prostitutes                    | indie rock                           | 2004–současnost                 | Praha                |
| Prouza                             | guitar pop                           | 1989–současnost                 | Frýdek-Místek        |
| První hoře                         | avantgarde rock                      | 1998–současnost                 | Jičín                |
| Psí vojáci                         | alternative rock                     | 1979–2011, 2012–2013            | Praha                |
| Pumpa                              | rock                                 | 1981–současnost                 |                      |
| Původní Bureš                      | rock                                 |                                 |                      |
| Rangers – Plavci                   | folk, country                        | 1964–současnost                 | Praha                |
| Ready Kirken                       | pop, rock                            | 1996–současnost                 | Praha                |
| The Rebels                         | rock                                 | 1967–1970                       | Praha                |
| Root                               | black metal                          | 1987–současnost                 | Brno                 |
| Rosa Nocturna                      | symphonic metal                      | 2007–současnost                 | Brno                 |
| Rybičky 48                         | pop punk                             | 2002–současnost                 | Kutná Hora           |
| Sendwitch                          | pop/rock                             | 2017–současnost                 | Poděbrady            |
| Seven                              | rock                                 | 2000–současnost                 | České Budějovice     |
| Shalom                             | pop                                  | 1992–1996                       |                      |
| Skrol                              | industriál                           | 1995–současnost                 | Praha                |
| Skyline                            | alternativní rock                    | 1997–současnost                 | Praha                |
| Sluneční orchestr                  | jazz rock                            |                                 |                      |
| Slza                               | pop                                  | 2014–současnost                 |                      |
| Sněť                               | death metal                          | 2018–současnost                 | Praha                |
| S.P.S.                             | punk                                 | 1988–současnost                 | Praha                |
| Spirituál kvintet                  | folk                                 | 1960–současnost                 | Praha                |
| St. Johnny                         | blues, rock and roll                 | 2005–současnost                 | Plzeň                |
| Status Praesents                   | hardcore                             | 1996–současnost                 | Praha                |
| Stíny plamenů                      | black metal                          | 1998–současnost                 | Plzeň                |
| Sto zvířat                         | ska                                  | 1990–                           |                      |
| Stromboli                          | hard rock                            | 1986–1989                       |                      |
| Suffer                             | hardcore                             | 1997–současnost                 |                      |
| Sunshine                           | indie rock                           | 1994–současnost                 | Tábor                |
| Support Lesbiens                   | pop rock                             | 1992–1996, 1998–současnost      |                      |
| Škwor                              | heavy metal                          | 1998–současnost                 |                      |
| Šlapeto                            | staropražské písničky                | 1989–2005                       | Praha                |
| Švihadlo                           | Reggae, Dub                          | 1983-současnost                 | Mladá Boleslav       |
| Ta Jana z Velké Ohrady             | folkrock                             | 1996–2009                       | Praha                |
| Tábor                              | alternativa                          | 2020–současnost                 |                      |
| Tajné slunce                       | alternativní rock                    | 1999–současnost                 |                      |
| Tata Bojs                          | alternativní rock                    | 1988–současnost                 |                      |
| Temperamento                       | pop rock                             | 2005–současnost                 |                      |
| Tleskač                            | ska                                  | 2000–2013                       |                      |
| Tichá dohoda                       | alternative rock                     | 1986–současnost                 | Praha                |
| Točkolotoč                         | folk                                 | 1984–současnost                 |                      |
| Törr                               | black metal                          | 1977–současnost                 | Praha                |
| Tortharry                          | death metal                          | 1991–současnost                 | Hronov               |
| Totální nasazení                   | punk rock                            | 1990–současnost                 | Slaný                |
| Toyen                              | rock                                 |                                 |                      |
| Toxique                            | pop                                  | 2008–současnost                 |                      |
| Traband                            | folkrock                             | 1995–současnost                 |                      |
| Traktor                            | hard rock                            | 2001–současnost                 |                      |
| Trautenberk                        | heavy metal                          | 2011–současnost                 | Klatovy              |
| Trdlo                              | folk                                 | 1982–současnost                 | Pardubice            |
| Trollech                           | heavy metal                          | 1999–současnost                 | Plzeň                |
| The Truth Is Out There             | rock                                 | 2011–současnost                 | Ostrava              |
| Tři sestry                         | punk, rock                           | 1985–současnost                 | Praha                |
| Turbo                              | pop rock                             | 1981–1990, 1999–současnost      | Plzeň                |
| Ty Syčáci                          | alternative                          | 1996–současnost                 | Brno                 |
| UDG                                | pop rock                             | 1996–současnost                 | Ústí nad Labem       |
| Ucházím                            |                                      | 1992–současnost                 | Prachatice           |
| Už jsme doma                       | progressive rock                     | 1985–současnost                 | Teplice              |
| Umbrtka                            | heavy metal                          | 1999–současnost                 | Plzeň                |
| Vasilův Rubáš                      |                                      | 2003–současnost                 | Praha                |
| Verona                             | disco, dance-rock, pop               | 2002–současnost                 | Praha                |
| Vesna                              |                                      | 2016–⁠současnost                 |                      |
| Veselí Filištínové                 | industrial metal                     | 1985–1992                       | Praha                |
| Visací zámek                       | punk                                 | 1982–současnost                 | Praha                |
| Vitacit                            | heavy metal                          | 1975–současnost                 | Praha                |
| Vltava                             | alternativní rock                    | 1986–2003, 2010–současnost      |                      |
| Votchi                             | hard rock                            | 1999–současnost                 | Praha                |
| Vypsaná fiXa                       | punk                                 | 1994–současnost                 | Pardubice            |
| V.T.Marvin                         | punk                                 | 1990–současnost                 | Praha                |
| Wanastowi Vjecy                    | hard rock, alternativní rock, grunge | 1988–současnost                 | Praha                |
| Witch Hammer                       | heavy metal                          | 1999–současnost                 | Jablunkov            |
| Wohnout                            | punk                                 | 1996–současnost                 | Praha                |
| wrgha POWU orchestra               | jazz, crossover                      | 2007–současnost                 |                      |
| XIII. století                      | gothic rock                          | 1991–současnost                 |                      |
| Yo Yo Band                         | reggae                               | 1975–současnost                 | Praha                |
| zakázanÝovoce                      | punk, rock                           | 2005–současnost                 | Praha                |
| Zeměžluč                           | punk                                 | 1986–současnost                 |                      |
| Zlatý holky                        | folk                                 | 1980–současnost                 | Jablonec nad Nisou   |
| Znouzectnost                       | punk, folk                           | 1987–současnost                 | Plzeň                |
| Zrní                               | alternativní rock                    | 2001–současnost                 | Kladno               |
| Zuby nehty                         | Punk rock                            | 1981–současnost                 |                      |
| Zvíře jménem Podzim                |                                      | 2017–2021                       |                      |
| Zygote                             | Industriální hudba                   | 1999–současnost                 | Praha                |
| Žáha                               | blues                                |                                 |                      |
| Žalman & spol.                     | folk                                 | 1982–současnost                 | České Budějovice     |
| Žentour                            | pop                                  | 1981–1991, 2009, 2014           | Praha                |
| Žlutý pes                          | rock, pop                            | 1978–současnost                 | Praha                |